# Sciochthis uniseta
Sciochthis uniseta är en tvåvingeart som beskrevs av Malloch 1933. Sciochthis uniseta ingår i släktet Sciochthis och familjen prickflugor. Inga underarter finns listade i Catalogue of Life.